# 鍛冶良作

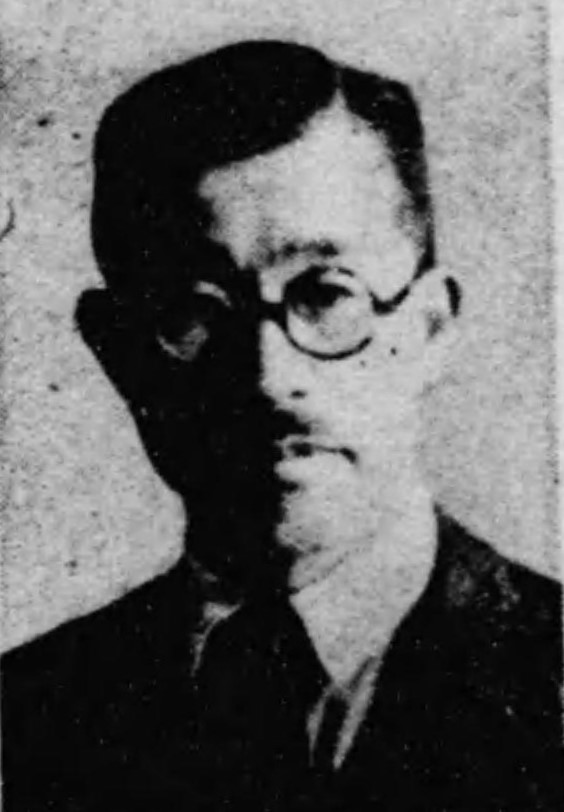
鍛冶良作

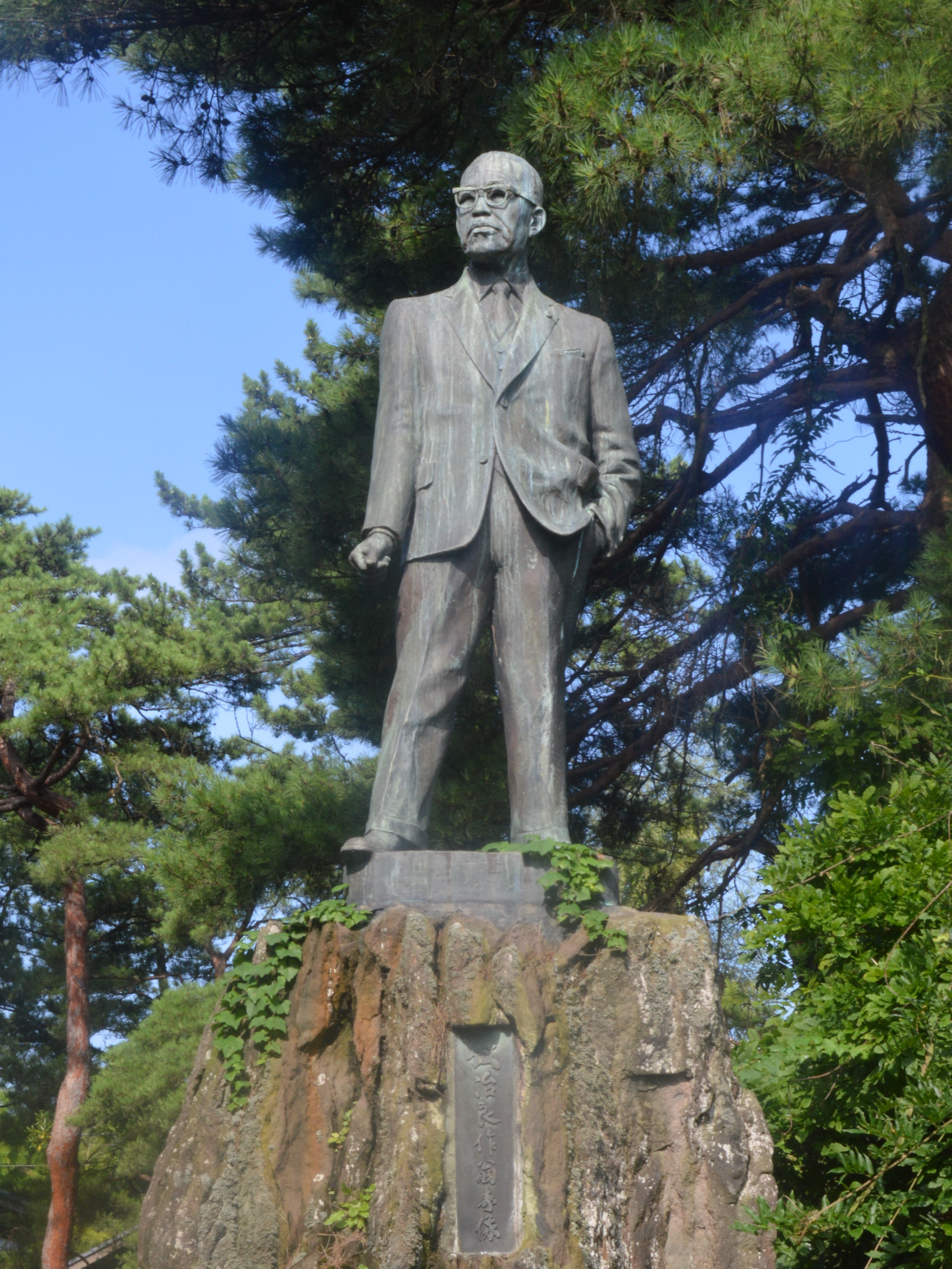
黒部市生地にある銅像

鍛冶 良作（かじ りょうさく、1895年〈明治28年〉2月20日 - 1980年〈昭和55年〉6月8日）は、日本の弁護士、政治家。衆議院議員（7期）。

## 経歴
富山県下新川郡生地町（現黒部市）出身。1915年に上京して谷欽太郎の書生となる。その後明治大学に入学して雄弁部に所属したが、部内の社会主義論になじめず退部し、「桜桂会」というグループを結成して雄弁部に対抗した。
1921年に明治大学を卒業。翌年神田区会議員となり、1947年、富山一区から衆議院議員に初当選し、以降7期務め、法務政務次官、大蔵政務次官などを歴任。1960年、裁判官弾劾裁判所裁判長に就任。1965年秋の叙勲で勲二等旭日重光章受章。1970年秋の叙勲で勲一等瑞宝章。1972年に政界引退、その後は再び弁護士活動に従事。1976年、黒部市名誉市民。
1980年6月8日死去、85歳。死没日をもって従三位に叙される。

## 親族
- 二男 鍛冶良堅 - 法学者・弁護士。明治大学教授。